# Virgilio Ferreira
Virgilio Ferreira Romero (né le 28 janvier 1973 à Atyrá au Paraguay) est un joueur de football international paraguayen, qui évoluait au poste d'attaquant.

## Biographie

### Carrière en sélection
Avec l'équipe du Paraguay, il joue 24 matchs (pour 7 buts inscrits) entre 1993 et 2002. 
Il figure dans le groupe des sélectionnés lors des Copa América de 1993 et de 2001. Il atteint les quarts de finale de cette compétition en 1993.
Il joue également six matchs comptant pour les tours préliminaires de la coupe du monde, lors des éditions 1998 et 2002.

## Palmarès
| Cerro Porteño - Championnat du Paraguay (5) : - Champion : 1990, 1992, 1994, 1996 et 2001. |  | LDU Quito - Championnat d'Équateur (1) : - Champion : 2003. |